# Black Is Black
"Black Is Black" is een nummer van de Spaanse band Los Bravos. Het verscheen op hun gelijknamige debuutalbum uit 1966. In juli van dat jaar werd het uitgebracht als de eerste single van het album.

## Achtergrond
"Black Is Black" is geschreven door Michelle Grainger, Tony Hayes en Steve Wadey en geproduceerd door Ivor Raymonde. Los Bravos werd korte tijd voor de opname van het nummer samengesteld uit vier leden van de Spaanse band Los Sonors en de Duitse zanger Michael Kogel. De band had een contract getekend met de Spaanse afdeling van Decca Records en namen voor hen in Engeland een album op. Kogel sprak geen vloeiend Engels en de tekst moest fonetisch voor hem worden uitgeschreven. Hierdoor zong hij diverse woorden op een aparte manier in en werd hij vergeleken met Gene Pitney, tot het punt waarop veel luisteraars dachten dat "Black Is Black" een single van Pitney was.
"Black Is Black" werd de eerste internationale hit van een Spaanse rockband. Het werd een nummer 1-hit in Canada en bereikte de tweede en vierde plaats in respectievelijk de Britse UK Singles Chart en de Amerikaanse Billboard Hot 100. Ook in onder meer Duitsland, Oostenrijk en Zuid-Afrika werd de top 5 gehaald. In Nederland piekte de single op de derde plaats in zowel de Top 40 als de Parool Top 20, terwijl in Vlaanderen de vierde plaats in een voorloper van de Ultratop 50 werd gehaald.
"Black Is Black" werd later in 1966 gecoverd door de zanger Johnny Hallyday, die het in het Frans onder de titel "Noir c'est noir" opnam. In 1975 werd het gesampled in "I'm on Fire" van 5000 Volts. In 1976 verscheen een discoversie door het Franse trio Belle Epoque, die ook een hit werd. Het kwam in het Verenigd Koninkrijk tot de tweede plaats en werd een nummer 1-hit in Australië. In Nederland piekte deze versie op de vijfde plaats in de Top 40 en de zevende plaats in de Nationale Hitparade, en in een voorloper van de Vlaamse Ultratop 50 kwam het tot de vierde plaats.

## Hitnoteringen

### Los Bravos

#### Nederlandse Top 40
| Hitnotering: 06-08-1966 t/m 05-11-1966 | Hitnotering: 06-08-1966 t/m 05-11-1966 | Hitnotering: 06-08-1966 t/m 05-11-1966 | Hitnotering: 06-08-1966 t/m 05-11-1966 | Hitnotering: 06-08-1966 t/m 05-11-1966 | Hitnotering: 06-08-1966 t/m 05-11-1966 | Hitnotering: 06-08-1966 t/m 05-11-1966 | Hitnotering: 06-08-1966 t/m 05-11-1966 | Hitnotering: 06-08-1966 t/m 05-11-1966 | Hitnotering: 06-08-1966 t/m 05-11-1966 | Hitnotering: 06-08-1966 t/m 05-11-1966 | Hitnotering: 06-08-1966 t/m 05-11-1966 | Hitnotering: 06-08-1966 t/m 05-11-1966 | Hitnotering: 06-08-1966 t/m 05-11-1966 | Hitnotering: 06-08-1966 t/m 05-11-1966 | Hitnotering: 06-08-1966 t/m 05-11-1966 |
| Week                                   | 1                                      | 2                                      | 3                                      | 4                                      | 5                                      | 6                                      | 7                                      | 8                                      | 9                                      | 10                                     | 11                                     | 12                                     | 13                                     | 14                                     |                                        |
| -------------------------------------- | -------------------------------------- | -------------------------------------- | -------------------------------------- | -------------------------------------- | -------------------------------------- | -------------------------------------- | -------------------------------------- | -------------------------------------- | -------------------------------------- | -------------------------------------- | -------------------------------------- | -------------------------------------- | -------------------------------------- | -------------------------------------- | -------------------------------------- |
| Nummer                                 | 29                                     | 14                                     | 10                                     | 5                                      | 4                                      | 4                                      | 4                                      | 3                                      | 3                                      | 6                                      | 9                                      | 15                                     | 21                                     | 34                                     | uit                                    |

#### Parool Top 20
| Hitnotering: 13-08-1966 t/m 22-10-1966 | Hitnotering: 13-08-1966 t/m 22-10-1966 | Hitnotering: 13-08-1966 t/m 22-10-1966 | Hitnotering: 13-08-1966 t/m 22-10-1966 | Hitnotering: 13-08-1966 t/m 22-10-1966 | Hitnotering: 13-08-1966 t/m 22-10-1966 | Hitnotering: 13-08-1966 t/m 22-10-1966 | Hitnotering: 13-08-1966 t/m 22-10-1966 | Hitnotering: 13-08-1966 t/m 22-10-1966 | Hitnotering: 13-08-1966 t/m 22-10-1966 | Hitnotering: 13-08-1966 t/m 22-10-1966 | Hitnotering: 13-08-1966 t/m 22-10-1966 | Hitnotering: 13-08-1966 t/m 22-10-1966 |
| Week                                   | 1                                      | 2                                      | 3                                      | 4                                      | 5                                      | 6                                      | 7                                      | 8                                      | 9                                      | 10                                     | 11                                     |                                        |
| -------------------------------------- | -------------------------------------- | -------------------------------------- | -------------------------------------- | -------------------------------------- | -------------------------------------- | -------------------------------------- | -------------------------------------- | -------------------------------------- | -------------------------------------- | -------------------------------------- | -------------------------------------- | -------------------------------------- |
| Nummer                                 | 13                                     | 7                                      | 6                                      | 4                                      | 3                                      | 3                                      | 4                                      | 5                                      | 10                                     | 11                                     | 17                                     | uit                                    |

#### NPO Radio 2 Top 2000
| Nummer met noteringen in de NPO Radio 2 Top 2000 | '99  | '00  | '01  | '02 | '03  | '04  | '05  | '06  | '07  | '08  |
| ------------------------------------------------ | ---- | ---- | ---- | --- | ---- | ---- | ---- | ---- | ---- | ---- |
| Black Is Black                                   | 1427 | 1545 | 1701 | -   | 1730 | 1896 | 1761 | 1906 | 1971 | 1788 |

1. ↑  Een '-' betekent dat het nummer niet was genoteerd en een vetgedrukt getal geeft de hoogste notering aan.
2. ↑  Deze tabel is bijgewerkt tot en met de laatste editie (2024).

### Belle Epoque

#### Nederlandse Top 40
| Hitnotering: 08-10-1977 t/m 10-12-1977 | Hitnotering: 08-10-1977 t/m 10-12-1977 | Hitnotering: 08-10-1977 t/m 10-12-1977 | Hitnotering: 08-10-1977 t/m 10-12-1977 | Hitnotering: 08-10-1977 t/m 10-12-1977 | Hitnotering: 08-10-1977 t/m 10-12-1977 | Hitnotering: 08-10-1977 t/m 10-12-1977 | Hitnotering: 08-10-1977 t/m 10-12-1977 | Hitnotering: 08-10-1977 t/m 10-12-1977 | Hitnotering: 08-10-1977 t/m 10-12-1977 | Hitnotering: 08-10-1977 t/m 10-12-1977 | Hitnotering: 08-10-1977 t/m 10-12-1977 |
| Week                                   | 1                                      | 2                                      | 3                                      | 4                                      | 5                                      | 6                                      | 7                                      | 8                                      | 9                                      | 10                                     |                                        |
| -------------------------------------- | -------------------------------------- | -------------------------------------- | -------------------------------------- | -------------------------------------- | -------------------------------------- | -------------------------------------- | -------------------------------------- | -------------------------------------- | -------------------------------------- | -------------------------------------- | -------------------------------------- |
| Nummer                                 | 27                                     | 18                                     | 12                                     | 8                                      | 6                                      | 5                                      | 7                                      | 13                                     | 23                                     | 35                                     | uit                                    |

#### Nationale Hitparade
| Hitnotering: 08-10-1977 t/m 17-12-1977 | Hitnotering: 08-10-1977 t/m 17-12-1977 | Hitnotering: 08-10-1977 t/m 17-12-1977 | Hitnotering: 08-10-1977 t/m 17-12-1977 | Hitnotering: 08-10-1977 t/m 17-12-1977 | Hitnotering: 08-10-1977 t/m 17-12-1977 | Hitnotering: 08-10-1977 t/m 17-12-1977 | Hitnotering: 08-10-1977 t/m 17-12-1977 | Hitnotering: 08-10-1977 t/m 17-12-1977 | Hitnotering: 08-10-1977 t/m 17-12-1977 | Hitnotering: 08-10-1977 t/m 17-12-1977 | Hitnotering: 08-10-1977 t/m 17-12-1977 | Hitnotering: 08-10-1977 t/m 17-12-1977 |
| Week                                   | 1                                      | 2                                      | 3                                      | 4                                      | 5                                      | 6                                      | 7                                      | 8                                      | 9                                      | 10                                     | 11                                     |                                        |
| -------------------------------------- | -------------------------------------- | -------------------------------------- | -------------------------------------- | -------------------------------------- | -------------------------------------- | -------------------------------------- | -------------------------------------- | -------------------------------------- | -------------------------------------- | -------------------------------------- | -------------------------------------- | -------------------------------------- |
| Nummer                                 | 27                                     | 13                                     | 11                                     | 7                                      | 7                                      | 7                                      | 7                                      | 7                                      | 11                                     | 21                                     | 22                                     | uit                                    |